# Leucania cryptargyrea
Leucania cryptargyrea är en fjärilsart som beskrevs av George Thomas Bethune-Baker 1905. Leucania cryptargyrea ingår i släktet Leucania och familjen nattflyn. Inga underarter finns listade i Catalogue of Life.